# Bosson
Bosson (* 21. Februar 1969 als Staffan Olsson) ist ein schwedischer Sänger. 

## Karriere
Seinen bisher größten Erfolg hatte er mit dem Titel One in a Million, der 2001 als Maxi-CD veröffentlicht wurde und in den deutschen Singlecharts Platz zwölf erreichte. Dieser Song ist auch Teil des Soundtracks des Films Miss Undercover.

## Diskografie

### Studioalben
| Jahr | Titel                                       | Höchstplatzierung, Gesamtwochen, AuszeichnungChartplatzierungen (Jahr, Titel, Platzierungen, Wochen, Auszeichnungen, Anmerkungen) | Höchstplatzierung, Gesamtwochen, AuszeichnungChartplatzierungen (Jahr, Titel, Platzierungen, Wochen, Auszeichnungen, Anmerkungen) | Höchstplatzierung, Gesamtwochen, AuszeichnungChartplatzierungen (Jahr, Titel, Platzierungen, Wochen, Auszeichnungen, Anmerkungen) | Höchstplatzierung, Gesamtwochen, AuszeichnungChartplatzierungen (Jahr, Titel, Platzierungen, Wochen, Auszeichnungen, Anmerkungen) | Anmerkungen                            |
| Jahr | Titel                                       | DE | AT | CH | SE | Anmerkungen                            |
| ---- | ------------------------------------------- | --- | --- | --- | --- | -------------------------------------- |
| 1998 | The Right Time                              | — | — | — | — | Erstveröffentlichung: 1998             |
| 2001 | One in a Million                            | DE50 (5 Wo.)DE | AT72 (4 Wo.)AT | CH43 (16 Wo.)CH | SE21 (8 Wo.)SE | Erstveröffentlichung: 28. Mai 2001     |
| 2003 | Rockstar                                    | — | — | — | SE49 (2 Wo.)SE | Erstveröffentlichung: 5. November 2003 |
| 2007 | Future’s Gone Tomorrow / Life Is Here Today | — | — | — | SE21 (4 Wo.)SE | Erstveröffentlichung: 11. Juni 2007    |

### Kompilationen
- 2005: The Best
- 2009: One in a Million – The Hit Collection
- 2010: The Best Collection
- 2013: Best of 11-Twelve

### Singles als Leadmusiker
| Jahr | Titel Album                                           | Höchstplatzierung, Gesamtwochen, AuszeichnungChartplatzierungen (Jahr, Titel, Album, Platzierungen, Wochen, Auszeichnungen, Anmerkungen) | Höchstplatzierung, Gesamtwochen, AuszeichnungChartplatzierungen (Jahr, Titel, Album, Platzierungen, Wochen, Auszeichnungen, Anmerkungen) | Höchstplatzierung, Gesamtwochen, AuszeichnungChartplatzierungen (Jahr, Titel, Album, Platzierungen, Wochen, Auszeichnungen, Anmerkungen) | Höchstplatzierung, Gesamtwochen, AuszeichnungChartplatzierungen (Jahr, Titel, Album, Platzierungen, Wochen, Auszeichnungen, Anmerkungen) | Anmerkungen                          |
| Jahr | Titel Album                                           | DE | AT | CH | SE | Anmerkungen                          |
| ---- | ----------------------------------------------------- | --- | --- | --- | --- | ------------------------------------ |
| 2001 | One in a Million                                      | DE12 (20 Wo.)DE | AT5 (16 Wo.)AT | CH8 (26 Wo.)CH | SE7 Gold · (20 Wo.)SE | Erstveröffentlichung: 26. März 2001  |
| 2001 | I Believe One in a Million                            | DE69 (6 Wo.)DE | — | CH34 (16 Wo.)CH | SE16 (20 Wo.)SE | Erstveröffentlichung: August 2001    |
| 2001 | Over the Mountains One in a Million                   | — | — | — | SE32 (6 Wo.)SE | Erstveröffentlichung: Dezember 2001  |
| 2002 | This Is Our Life One in a Million                     | — | — | — | SE40 (12 Wo.)SE | Erstveröffentlichung: Mai 2002       |
| 2003 | You Opened My Eyes Rockstar                           | DE98 (1 Wo.)DE | — | — | SE10 (14 Wo.)SE | Erstveröffentlichung: September 2003 |
| 2004 | A Little More Time Rockstar                           | DE47 (9 Wo.)DE | — | — | SE25 (8 Wo.)SE | Erstveröffentlichung: Januar 2004    |
| 2004 | Efharisto Rockstar                                    | — | — | — | SE24 (8 Wo.)SE | Erstveröffentlichung: März 2004      |
| 2004 | Falling in Love Rockstar                              | — | — | — | SE47 (2 Wo.)SE | Erstveröffentlichung: Oktober 2004   |
| 2005 | I Need Love Rockstar                                  | — | — | — | SE22 (5 Wo.)SE | Erstveröffentlichung: Januar 2005    |
| 2006 | What If I Future’s Gone Tomorrow / Life Is Here Today | — | — | — | SE39 (3 Wo.)SE | Erstveröffentlichung: Dezember 2006  |

Weitere Singles
- 1997: Baby Don’t Cry
- 1999: We Live
- 2003: Beautiful
- 2006: You
- 2007: I Can Feel Love
- 2007: Believe in Love
- 2011: Guardian Angel
- 2012: Love Is in the Air (feat. Apollo-4)
- 2012: 10.000 Feet (feat. Apollo-4)

### Singles als Gastmusiker
| Jahr | Titel Album         | Höchstplatzierung, Gesamtwochen, AuszeichnungChartsChartplatzierungen (Jahr, Titel, Album, Platzierungen, Wochen, Auszeichnungen, Anmerkungen) | Anmerkungen                                                    |
| Jahr | Titel Album         | SE | Anmerkungen                                                    |
| ---- | ------------------- | --- | -------------------------------------------------------------- |
| 2002 | Weightless Who I Am | SE9 (6 Wo.)SE | Erstveröffentlichung: Februar 2002 Emma Andersson feat. Bosson |

Weitere Gastbeiträge:
- 2009: One in a Million (mit Elizma Theron)
- 2016: Eagle in the Sky (mit Sunbeat)

## Auszeichnungen für Musikverkäufe
| Goldene Schallplatte - Norwegen - 2001: für die Single One in a Million |

Anmerkung: Auszeichnungen in Ländern aus den Charttabellen bzw. Chartboxen sind in ebendiesen zu finden.
| Land/RegionAuszeichnungen für Musikverkäufe (Land/Region, Auszeichnungen, Verkäufe, Quellen) | Gold     | Platin | Verkäufe | Quellen              |
| -------------------------------------------------------------------------------------------- | -------- | ------ | -------- | -------------------- |
| Norwegen (IFPI)                                                                              | Gold1    | —      | 10.000   | ifpi.no              |
| Schweden (IFPI)                                                                              | Gold1    | —      | 15.000   | sverigetopplistan.se |
| Insgesamt                                                                                    | 2× Gold2 | —      |          |                      |